# Joseph Nicolas Saint-Dizier
Pour les articles homonymes, voir Saint-Dizier (homonymie).
Joseph Nicolas Saint-Dizier, né le 20 novembre 1755 à Saint-Die (Vosges), mort le 11 octobre 1805 à la bataille de Haslach-Jungingen (Électorat de Bavière), est un militaire français de la Révolution et de l’Empire.

## États de service
Il entre en service le 28 juillet 1772, comme cavalier au régiment de Schomberg dragons, il devient brigadier le 19 septembre 1775, et fourrier le 1er avril 1780. En 1778, il sert à l’armée des côtes et au camp de Paramé. Il est successivement nommé porte-guidon le 10 juillet 1787, sous-lieutenant le 1er avril 1791, lieutenant le 23 janvier 1792, et capitaine le 1er avril 1793.
De 1792 à l’an II, il fait partie des armées du Nord, de la Moselle et de Mayence. Il reçoit son brevet de chef d’escadron le 23 décembre 1793, et celui de chef de brigade le 13 juin 1794, au 17e régiment de dragons. De l’an III à l’an IX, il est attaché aux armées du Rhin, d’Helvétie, d’Angleterre et du Danube. Durant toutes ces campagnes, il obtient plusieurs mentions honorables à l’ordre de l’armée.
Au Passage du Rhin à Diersheim le 22 avril 1797, il charge l’ennemi à la tête de son régiment, lui enlève 2 pièces de canon et lui fait un grand nombre de prisonniers. Le 21 mars 1799, dans un engagement avec plusieurs corps autrichiens, il parvient à dégager plusieurs colonnes d’infanterie fortement compromises. Il est fait chevalier de la Légion d’honneur le 11 décembre 1803, et officier de l’ordre le 14 juin 1804.
Il fait les campagnes de l’an XII et de l’an XIII, à l’armée des côtes de l’Océan, et l’année suivante il rejoint la Grande Armée en Allemagne. Il est tué le 11 octobre 1805, lors d’une charge de cavalerie à la bataille de Haslach-Jungingen.
D’après l’armorial du Premier Empire, il aurait été créé baron de l’Empire par décret impérial du  19 mars 1808.

## Sources
- A. Lievyns, Jean Maurice Verdot, Pierre Bégat, Fastes de la Légion-d'honneur, biographie de tous les décorés accompagnée de l'histoire législative et réglementaire de l'ordre, Tome 3, Bureau de l’administration, 1844, 529 p. (lire en ligne), p. 473.
- Léon Hennet, Etat militaire de France pour l’année 1793, Siège de la société, Paris, 1903, p. 266.
- Charles Théodore Beauvais et Vincent Parisot, Victoires, conquêtes, revers et guerres civiles des Français, depuis les Gaulois jusqu’en 1792, tome 26, C.L.F Panckoucke, janvier 1822, 414 p. (lire en ligne), p. 178.
- Vicomte Révérend, Armorial du premier empire, tome 4, Honoré Champion, libraire, Paris, 1897, p. 200.
- Cahiers de vieux soldats de la Révolution et de l'Empire, R. Chapelot et cie, 1903, p. 131.